# 貝努埃國家公園
貝努埃國家公園是喀麥隆的國家公園，位於該國北部，佔地1,800平方公里，建於1968年，在1981年被聯合國教科文組織劃入生物圈保護區，也被列為重點鳥區，有306種鳥類棲息。